# Proterozoic
Proterozoicul este o eră geologică reprezentând perioada dinaintea primei vieți complexe abundente de pe Pământ. Era proterozoică se extinde de acum 2500 milioane de ani până la aproximativ acum 500 milioane de ani și este cea mai apropiată parte din timpul Precambrian.
Proterozoicul constă în trei ere geologice (de la cea mai veche până la cea mai nouă):
- Paleoproterozoic
- Mezoproterozoic
- Neoproterozoic

Cele mai importante evenimente care au avut loc în această eră sunt:
- Trecerea la o atmosferă oxigenată în timpul Mezoproterozoicului;
- Mari glaciațiuni, incluzând așa-numitul "Pământ de Zăpadă" în timpul Neoproterozoicului târziu (Criogenian);
- Perioada Edicarană (între acum 635 și 542 milioane de ani) care este caracterizată prin evoluția multor organisme pluricelulare.

## Semnele Proterozoicului
Semnele geologice ale proterozoicului sunt mult mai bune decât cele din era precedentă. În contrast cu depozitele adânci de apă din era trecută, proterozoicul prezintă multe straturi care au fost stabilite în mările extinse superficial epicontinental; de asemenea, multe din aceste roci sunt mai puțin metamorfozate decât cele din era precedentă, și multe sunt nealterate. Studiul acestor roci arată că era a avut o creștere masivă și rapidă a continentelor, formând un supercontinent.
Primele glaciațiuni cunoscute au avut loc în timpul Proterozoicului; una a început cu puțin după începuturile erei și încă patru în timpul Neoproterozoicului, atingând punctul culminant în timpul glaciațiunii numite "Pământ de Zăpadă" ("Snowball Earth").

## Acumularea de oxigen
Unul din cele mai importante evenimente din timpul Proterozoicului a fost acumulare de oxigen în atmosfera Pământului. Deși oxigenul a fost eliberat de fotosintezele din era precedentă, nu a putut construi  nimic semnificativ până când chimicale precum sulful și fierul neoxidat eu fost eliberate; acum aproximativ 2,3 miliarde de ani în urmă, oxigenul era probabil doar 1% sau 2% din cantitatea lui actuală.
Straturile roșii, care au fost colorate de hematite, indică o creștere în atmosferă a oxigenului după 2 miliarde de ani; acestea nu se găsesc în rocile mai vechi. Acumularea oxigenului a avut loc probabil datorită a doi factori: umplerea cu chimicale (sulf și fier-neoxidat) și creșterea în zăcămintele de cărbuni, care a închis componentele organice care ar fi fost altfel oxidate de aerul din atmosferă.

## Paleogeografia
Cea mai mare adunatură de diguri de pe Pământ este Mackenzie, în Scutul Canadian și a fost sursa unor mari erupții semnificative de torente de bazalt din perioada Proterozoicului. Sursa mulțimii de diguri Mackenzie se crede că a fost o acoperire de manta numită Punctul Mackenzie.

## Viața în proterozoic
Primele forme de viață avansate unicelulare, eucariotele și pluricelulare coincid cu începerea acumulării de oxigen liber. Aceasta ar fi putut avea loc în timpul unei creșteri în rândul nitraților oxidați pe care eucariotele i-au folosit ca un oponent pentru bacterii. Tot în timpul Proterozoicului au evoluat relațiile dintre mitocondrii și cloroplaste și gazdele acestora.

## Supercontinentele Proterozoicului
În istoria Pământului au fost momente când masele continentale s-au unit pentru a crea un supercontinent, urmat de spargerea supercontinentului și de apariția unor noi continente diferite. Această repetiție a evenimentelor tectonice se numește "cercul lui Wilson". Este cert faptul că acum 1000 până la 830 milioane de ani în urmă, masa continentală a fost unită într-un supercontinent numit Rodinia. "Rodinia" nu a fost primul supercontinent; s-a produs cu mult timp după spargerea unui supercontinent mai vechi, numit "Nuna" sau "Columbia", care a fost creat de coliziunile la nivel global. Asta înseamnă că activitățile plăcilor tectonice similare cu cele de astăzi au fost active în timpul Proterozoicului.
După spargerea supercontinentului Rodinia, este posibil să se fi unit din nou continentele acum 550 milioane de ani. Ipoteticul supercontinent este numit Pannotia sau Vendia. Evidența acestuia este o faza a coliziunii continentelor, cunoscută și ca ortogenia Pan-Africană, în care s-a unit cu masele continentale Africa, America de Sud, Antarctica și Australia din zilele noastre. Agregarea maselor continentale nu a fost completă de îndată ce un alt continent numit Laurenția a început deja să se spargă în jurul a 610 milioane de ani în urmă. Este cert faptul că la sfârșitul Proterozoicului, multe mase continentale s-au unit într-un anume loc în jurul polului sud.